# Morulina crassa
Morulina crassa är en urinsektsart som beskrevs av Christiansen och Bellinger 1980. Morulina crassa ingår i släktet Morulina och familjen Neanuridae. Inga underarter finns listade i Catalogue of Life.